# Oncophora
Oncophora ist eine Gattung der Rollschwänze mit drei Arten. Sie sind Parasiten bei Meeresfischen.

## Merkmale
Oncophora hat die Merkmale der Camallaninae. Die Backenklappen haben kein dickes seitliches Längsband, die Längsbänder sind hinten zu Dornenreihen oder wenigen Kämmen modifiziert. Eine hintere Mundkapsel ist vorhanden. Bei reifen Weibchen ist das Hinterende wie bei Peitschenwürmern vergrößert.

## Systematik
Hodda (2022) ordnet die Gattung in die Tribus Camallanini, Untertribus Camallaninii ein. Die Gattung enthält folgende Arten:
- Oncophora albacarensis Laurencin, 1972
- Oncophora melanocephala (Rudolphi, 1819) Baudin-Laurencin, 1971
- Oncophora neglecta Diesing, 1851

Synonyme der Gattung sind Onchofera Krøyer, 1852–53, Onchofora Krøyer, 1852–53, Onchofora Kroy, 1852, Onchophora Krøyer, 1840 und Piscillania Yeh, 1960.